# Windsor, Wisconsin
Windsor är en ort i Dane County i Wisconsin, USA.